# Seznam největších měst států USA
Toto je seznam největších aglomerací USA podle počtu obyvatel z roku 2010.
| Pořadí | Metropolitní region       | Počet obyvatel |
| ------ | ------------------------- | -------------- |
| 1.     | New York City, New York   | 18 897 109     |
| 2.     | Los Angeles, Kalifornie   | 12 828 837     |
| 3.     | Chicago, Illinois         | 9 461 105      |
| 4.     | Dallas, Texas             | 6 371 773      |
| 5.     | Filadelfie, Pensylvánie   | 5 965 343      |
| 6.     | Houston, Texas            | 5 946 800      |
| 7.     | Washington, D.C.          | 5 582 170      |
| 8.     | Miami, Florida            | 5 564 635      |
| 9.     | Atlanta, Georgie          | 5 268 860      |
| 10.    | Boston, Massachusetts     | 4 552 402      |
| 11.    | San Francisco, Kalifornie | 4 335 391      |
| 12.    | Detroit, Michigan         | 4 296 250      |
| 13.    | Riverside, Kalifornie     | 4 224 851      |
| 14.    | Phoenix, Arizona          | 4 192 887      |
| 15.    | Seattle, Washington       | 3 439 809      |
| 16.    | Minneapolis, Minnesota    | 3 279 833      |
| 17.    | San Diego, Kalifornie     | 3 095 313      |
| 18.    | St. Louis, Missouri       | 2 812 896      |
| 19.    | Tampa, Florida            | 2 783 243      |
| 20.    | Baltimore, Maryland       | 2 710 489      |

## Seznam nejlidnatějších měst států USA
Toto je seznam největších měst USA podle počtu obyvatel z roku 2000. Hlavní města států jsou zvýrazněna kurzívou.
| Stát             | Největší město | 2. největší      | 3. největší      | Hlavní město (pokud je jiné) |
| ---------------- | -------------- | ---------------- | ---------------- | ---------------------------- |
| Alabama          | Birmingham     | Montgomery       | Mobile           |                              |
| Aljaška          | Anchorage      | Fairbanks        | Juneau           |                              |
| Arizona          | Phoenix        | Tucson           | Mesa             |                              |
| Arkansas         | Little Rock    | Fort Smith       | Fayetteville     |                              |
| Colorado         | Denver         | Colorado Springs | Aurora           |                              |
| Connecticut      | Bridgeport     | New Haven        | Hartford         |                              |
| Delaware         | Wilmington     | Dover            | Newark           |                              |
| Florida          | Jacksonville   | Miami            | Tampa            | Tallahassee                  |
| Georgie          | Atlanta        | Augusta          | Columbus         |                              |
| Havaj            | Honolulu       | Hilo             | Kailua           |                              |
| Idaho            | Boise          | Nampa            | Meridian         |                              |
| Illinois         | Chicago        | Aurora           | Rockford         | Springfield                  |
| Indiana          | Indianapolis   | Fort Wayne       | Evansville       |                              |
| Iowa             | Des Moines     | Cedar Rapids     | Davenport        |                              |
| Jižní Karolína   | Columbia       | Charleston       | North Charleston |                              |
| Jižní Dakota     | Sioux Falls    | Rapid City       | Aberdeen         | Pierre                       |
| Kansas           | Wichita        | Overland Park    | Kansas City      | Topeka                       |
| Kalifornie       | Los Angeles    | San Diego        | San José         | Sacramento                   |
| Kentucky         | Louisville     | Lexington        | Owensboro        | Frankfort                    |
| Louisiana        | New Orleans    | Baton Rouge      | Shreveport       |                              |
| Maine            | Portland       | Lewiston         | Bangor           | Augusta                      |
| Maryland         | Baltimore      | Columbia         | Silver Spring    | Annapolis                    |
| Massachusetts    | Boston         | Worcester        | Springfield      |                              |
| Michigan         | Detroit        | Grand Rapids     | Warren           | Lansing                      |
| Minnesota        | Minneapolis    | Saint Paul       | Rochester        |                              |
| Mississippi      | Jackson        | Gulfport         | Biloxi           |                              |
| Missouri         | Kansas City    | Saint Louis      | Springfield      | Jefferson City               |
| Montana          | Billings       | Missoula         | Great Falls      | Helena                       |
| Nebraska         | Omaha          | Lincoln          | Bellevue         |                              |
| Nevada           | Las Vegas      | Henderson        | Reno             | Carson City                  |
| New Hampshire    | Manchester     | Nashua           | Concord          |                              |
| New Jersey       | Newark         | Jersey City      | Paterson         | Trenton                      |
| New York         | New York City  | Buffalo          | Rochester        | Albany                       |
| Nové Mexiko      | Albuquerque    | Las Cruces       | Santa Fé         |                              |
| Ohio             | Columbus       | Cleveland        | Cincinnati       |                              |
| Oklahoma         | Oklahoma City  | Tulsa            | Norman           |                              |
| Oregon           | Portland       | Salem            | Eugene           |                              |
| Pensylvánie      | Filadelfie     | Pittsburgh       | Allentown        | Harrisburg                   |
| Rhode Island     | Providence     | Warwick          | Cranston         |                              |
| Severní Karolína | Charlotte      | Raleigh          | Greensboro       |                              |
| Severní Dakota   | Fargo          | Bismarck         | Grand Forks      |                              |
| Tennessee        | Memphis        | Nashville        | Knoxville        |                              |
| Texas            | Houston        | San Antonio      | Dallas           | Austin                       |
| Utah             | Salt Lake City | Provo            | West Valley City |                              |
| Vermont          | Burlington     | Rutland          | South Burlington | Montpelier                   |
| Virginie         | Virginia Beach | Norfolk          | Chesapeake       | Richmond                     |
| Washington       | Seattle        | Spokane          | Tacoma           | Olympia                      |
| Wisconsin        | Milwaukee      | Madison          | Green Bay        |                              |
| Wyoming          | Cheyenne       | Casper           | Laramie          |                              |
| Západní Virginie | Charleston     | Huntington       | Parkersburg      |                              |